# ニコル・ヴェドレス
ニコル・ヴェドレス（Nicole Védrès、1911年5月4日 パリ - 1965年12月 パリ）は、フランスの著述家、映画監督、映画理論家である。

## 来歴・人物
1911年5月4日、フランス・パリに生まれる。
パリの知識人サークルのメンバーであったこの作家が、1945年に映画という媒体を発見するわけだが、それは、シネマテーク・フランセーズ創設者アンリ・ラングロワが集め、上映したフランス映画によるものである。同年、ヴェドレスはポール・エリュアールの序文を戴き、『Images du cinéma français』（Éditions du Chêne刊）という書籍を上梓する。そのほとんど同時期に、映画プロデューサーのピエール・ブロンベルジェからパリの世紀末についてのドキュメンタリー映画を撮るよう依頼された。映画『パリ1900年 Paris 1900』は、1900年から1914年にかけての社会的文化的変容を描き出し、フランスにおいてヒットした。アーカイヴ・フッテージから編集をしたのは当時まだ無名だったのちの映画監督のアラン・レネで、ギイ・ベルナールの音楽とニコル・ヴェドレス自身の声が、1889年の国際博覧会、エッフェル塔の建設、芸術家の街モンマルトルと第一次世界大戦へのフランスの参戦に対するヴェドレス監督の考察を語る。彼女の映画監督デビューは、フランスにおいて批評家たちに熱烈に支持され、1947年度のルイ・デリュック賞を受賞した。2年後には、年間ベストフィルムに与えられるフランス批評家組合賞を受賞した。ドイツでは、『film-dienst』誌が、映画の対象素材とそのしっかりした構成を賞賛し、アメリカでは、ナショナル・ボード・オブ・レビューは同作を1950年度の外国ベストフィルムにノミネートし、クルト・エールテル監督の『Michelangelo』（1940年）に反対した。
『パリ1900年』の大成功につづく1年後、ドキュメンタリー映画『人生は明日はじまる La Vie commence demain』の製作をユネスコの協力のもとに始めた。ヴェルデスの最初のセミフィクション（セミドキュメンタリー）の作業をフランスの行政区から来た、哲学の現在と未来における著名な芸術家と知識人を知っている青年が学ぶ。ジャン＝ポール・サルトル、ル・コルビュジエ、アンドレ・ジッド、パブロ・ピカソといった人々とその活動分野にしたがって、「実存主義者」、「建築家」、「作家」、「芸術家」とタイトルをつける。『film-dienst』誌は同作を、時間を追った暴露的なドキュメンタリであると評価し、ドラマティックなメッセージと刺激的な構成であるとこの87分のドキュメンタリー映画を支持した。共産主義を思わせるこの監督第二作は、 イギリスの映画賞英国アカデミー賞 の「最優秀ドキュメンタリー映画」部門にノミネートされ、ポール・ディクソン監督の『The Undefeated』に最後まで争った。短篇『アマゾン Amazone』（1951年）とジャン・ロスタンとの共同監督作である短篇『Aux Frontières de l'Homme』（1953年）のあと、ニコル・ヴェルデスは1953年、ピエール・デグロープとピエール・デュメイエともに、テレビの文学番組『みんなの読書 Lecture pour tous』に出演した。
1965年12月、死去。没年齢54歳。

## 著作
- 1943年 Un siècle d'élégance française
- 1945年 Images du cinéma français、Éditions du Chêne刊
- 1945年 La sculpture en France depuis Rodin
- 1946年 La labyrinthe; ou, Le jardin de Sir Arthur　小説
- 1948年 Christophe, l'allié du destin
- 1953年 Christophe; ou, Le choix des armes　小説
- 1953年 Les Cordes rouges　小説
- 1958年 L'exécuteur　小説
- 1958年 Paris, le...　記録
- 1960年 La bête lointaine　小説
- 1960年 Suite parisienne
- 1961年 Les Abonnés absents
- 1962年 La Fin de septembre　小説
- 1962年 L'horloge parlante
- 1963年 L'Hôtel d'Albe
- 1963年 Point de Paris
- 1965年 Paris 6e　小説
- 1966年 Les Canaques

## フィルモグラフィ
- パリ1900年 Paris 1900　ドキュメンタリー　1947年　監督・脚本　※ルイ・デリュック賞（1947年）、フランス批評家組合賞（1949年）受賞
- 人生は明日はじまる La Vie commence demain　ドキュメンタリー　1949年　監督・脚本
- 無秩序 Désordre　短篇ドキュメンタリー　1949年　出演　監督ジャック・バラティエ
- Amazone　短篇　1951年
- Aux Frontières de l'Homme　短篇　1953年　監督・撮影
- Lecture pour tous　テレビシリーズ　1953年　出演'

### 自著
- Védrès, Nicole著 Le cinéma et le piège de la réalité. - Bovay, Georges Michel編 Cinéma : un oeil ouvert sur le monde. Lausanne : Editions Clairefontaine刊に所収、1952年、仏語版

### 他著
- Katz, Ephraim著 The Macmillan international film encyclopedia. New York, NY : Macmillan刊、1994年、英語版 ISBN 0333616014
- Passek, Jean Loup著 Dictionnaire du cinéma. Paris : Larousse-Bordas刊、1998年、仏語版 ISBN 2035123178

## 関連事項
- クルト・エールテル（Curt Oertel）

## 註
1. ↑  ドイツ語版Lexikon des internationalen Filmsを参照。
2. 1 2  『film-dienst』誌、1954年7月を参照。